# Chamborigaud
Chamborigaud település Franciaországban, Gard megyében. Lakosainak száma 886 fő (2022. január 1.). Chamborigaud Sainte-Cécile-d’Andorge, Vialas, Chambon, Génolhac, La Vernarède, Le Collet-de-Dèze és Ventalon-en-Cévennes községekkel határos.

## Népesség
A település népességének változása:
| Lakosok száma | 1083 | 872  | 716  | 752  | 813  | 829  | 852  | 876  | 891  | 886  |
|               | 1968 | 1982 | 1990 | 2006 | 2013 | 2015 | 2017 | 2019 | 2020 | 2022 |